# Escala COPINE
La Escala COPINE es un sistema de clasificación creado en Irlanda y utilizado en el Reino Unido para categorizar la gravedad de las imágenes de abuso sexual infantil. La escala fue desarrollada por el personal del proyecto COPINE ("Combatiendo las Redes de Información Paedófila en Europa"). El proyecto COPINE fue fundado en 1997, y está basado en el Departamento de Psicología Aplicada, Universidad College Cork, Irlanda.

## Uso

### Terapéutico
La Escala COPINE se desarrolló originalmente con fines psicológicos terapéuticos. Más específicamente, se utiliza para distinguir entre erótica infantil y pornografía infantil. 
El profesor Max Taylor, uno de los académicos que trabajaron en el proyecto COPINE, declaró: "La importancia de esta distinción radica en resaltar las cualidades sexuales potenciales de una amplia variedad de tipos de fotografías (y otros materiales también), no todos los cuales pueden cumplir con los criterios de obscenidad."

### Judicial
A finales de la década de 1990, el proyecto COPINE en la Universidad College Cork, en cooperación con la Unidad de Paedofilia de la Policía Metropolitana de Londres, desarrolló una tipología para categorizar imágenes de abuso infantil para su uso en investigación y aplicación de la ley. La tipología de diez niveles se basó en el análisis de imágenes disponibles en sitios web y grupos de noticias en internet. Otros investigadores han adoptado escalas similares de diez niveles.
| 1  | Indicativo                 | Imágenes no eróticas ni sexualizadas que muestran niños vistiendo ropa interior o trajes de baño, provenientes de fuentes comerciales o álbumes familiares. Imágenes de niños jugando en entornos normales, en los que el contexto o la organización de las imágenes por parte del coleccionista indica inapropiadez. |
| 2  | Nudista                    | Imágenes de niños desnudos o semidesnudos en entornos nudistas adecuados, y de fuentes legítimas. |
| 3  | Erótico                    | Fotografías tomadas de manera furtiva de niños en áreas de juego u otros entornos seguros, mostrando ropa interior o diferentes grados de desnudez. |
| 4  | Posando                    | Imágenes deliberadamente posadas de niños completamente vestidos, parcialmente vestidos o desnudos (donde la cantidad, el contexto y la organización sugiere interés sexual). |
| 5  | Posando Erótico            | Imágenes deliberadamente posadas de niños completamente vestidos, parcialmente vestidos o desnudos en poses sexualizadas o provocativas. |
| 6  | Posando Erótico Explícito  | Imágenes que enfatizan las áreas genitales, donde el niño está completamente desnudo, parcialmente vestido o completamente vestido. |
| 7  | Actividad Sexual Explícita | Imágenes que muestran contacto, masturbación mutua y auto, sexo oral e intercurso por parte de un niño, sin involucrar a un adulto. |
| 8  | Asalto                     | Imágenes de niños siendo víctimas de un asalto sexual, involucrando contacto digital, con la participación de un adulto. |
| 9  | Asalto Grotesco            | Imágenes obscenas que muestran asaltos sexuales, incluyendo sexo penetrativo, masturbación o sexo oral, con la participación de un adulto. |
| 10 | Sadismo/Bestialidad        | a. Imágenes que muestran a un niño atado, amordazado, golpeado, azotado o sometido a algo que implica dolor. b. Imágenes donde un animal está involucrado en algún tipo de comportamiento sexual con un niño. |

### Escala SAP
En el caso de Regina v Oliver en la Corte de Apelaciones de Inglaterra y Gales se estableció una escala para "graduar" imágenes indecentes de niños. La escala de cinco puntos, establecida por el Panel de Asesoramiento sobre Sanciones para Inglaterra y Gales y adoptada en 2002, se conoce como la Escala SAP. Está basada en la terminología de COPINE y a menudo se confunde con ella.
| 1 | Nudidad o poses eróticas con ninguna actividad sexual              |
| 2 | Actividad sexual entre niños, o masturbación solitaria por un niño |
| 3 | Actividad sexual no penetrativa entre adulto(s) y niño(s)          |
| 4 | Actividad sexual penetrativa entre niño(s) y adulto(s)             |
| 5 | Sadismo o zoofilia                                                 |

El documento SAP da una explicación detallada de cómo se adaptó la Escala COPINE. También señala que la Escala COPINE estaba diseñada para usos terapéuticos y no estaba diseñada para ser utilizada en el tribunal. El examen de las categorías muestra que las categorías 2–5 de la Escala SAP claramente corresponden a las categorías 7–10 de la Escala COPINE. La categoría 1 de la Escala SAP parece corresponder vagamente a las categorías 4–6 de la Escala COPINE. La categoría 1 de COPINE (indicativa) fue excluida de la Escala SAP porque "imágenes de este tipo no se considerarían indecentes." El panel encontró que las categorías 2 y 3 de COPINE eran discutibles en cuanto a si podían clasificarse como indecentes.

### Directrices Definitivas para Delitos Sexuales
El 1 de abril de 2014, se adoptó una nueva escala, reemplazando la Escala SAP, para la sentencia de delitos relacionados con imágenes indecentes de niños en Inglaterra y Gales, según lo establecido en la página 75 del Sentencing Council's Sexual Offences Definitive Guideline.
| Categoría A | Imágenes que involucran actividad sexual penetrativa y/o imágenes que involucran actividad sexual con un animal o sadismo |
| Categoría B | Imágenes que involucran actividad sexual no penetrativa                                                                   |
| Categoría C | Otras imágenes indecentes que no caen dentro de las categorías A o B                                                      |